# Viechtach

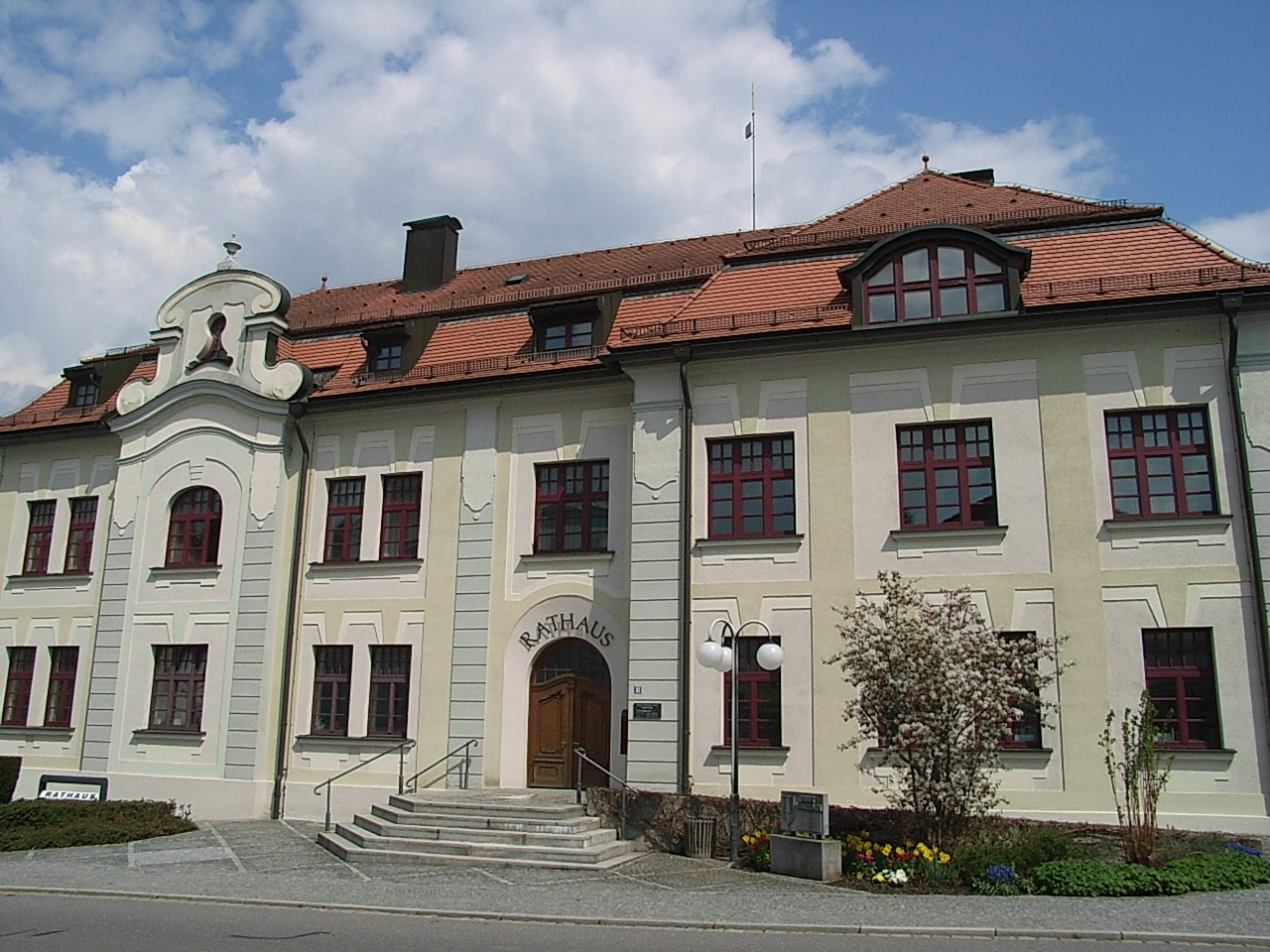
Viechtach
(Primăria)

Viechtach este un oraș din regiunea administrativă Bavaria Inferioară, landul Bavaria, Germania.